# Ouad Naga (departement)
Ouad Naga är ett departement i Mauretanien.   Det ligger i regionen Trarza, i den västra delen av landet, 60 km nordost om huvudstaden Nouakchott.